# Centaurea japygica
Centaurea japygica — вид квіткових рослин айстрових (Asteraceae). Ендемік Італії.